# Associazione Calcio Venezia 1952-1953
Questa voce raccoglie le informazioni riguardanti l'Associazione Calcio Venezia nelle competizioni ufficiali della stagione 1952-1953.

## Rosa
| N. |                   | Ruolo | Calciatore            |
| -- | ----------------- | ----- | --------------------- |
|    | Italia (bandiera) | A     | Valerio Ampollini     |
|    | Italia (bandiera) | D     | Pietro Bacchini       |
|    | Italia (bandiera) | C     | Luigi Bares           |
|    | Italia (bandiera) | A     | Claudio Bizzarri      |
|    | Italia (bandiera) | A     | Giulio Bonafin        |
|    | Italia (bandiera) | A     | Mario Capelli         |
|    | Italia (bandiera) | C     | Pietro Castignani     |
|    | Italia (bandiera) | C     | Giovanni Colosio      |
|    | Italia (bandiera) | C     | Prospero D'Alessandro |
|    | Italia (bandiera) | C     | Benedetto De Angelis  |
|    | Italia (bandiera) | P     | Corinno Facci         |

| N. |                   | Ruolo | Calciatore           |
| -- | ----------------- | ----- | -------------------- |
|    | Italia (bandiera) | C     | Silvano Ghezzo       |
|    | Italia (bandiera) | C     | Dino Gozzi           |
|    | Italia (bandiera) | C     | Luciano Mascellani   |
|    | Italia (bandiera) | C     | Giulio Masetto       |
|    | Italia (bandiera) | C     | Gastone Nordio       |
|    | Italia (bandiera) | P     | Giovanni Romano      |
|    | Italia (bandiera) | A     | Luigi Scanselli      |
|    | Italia (bandiera) | A     | Giorgio Stivanello   |
|    | Italia (bandiera) | C     | Corrado Toscani      |
|    | Italia (bandiera) | A     | Giorgio Valentinuzzi |